# HD 70612
HD 70612，又名CD-39 4245，SAO 199123、HR 3286，是一颗恒星，视星等为6.16，位于銀經257.54，銀緯-1.64，其B1900.0坐标为赤經8h 17m 47s，赤緯-39° -1.64′ 8″。